# Colonna (rione de Rome)
Pour les articles homonymes, voir Colonna.
Colonna est l'un des 22 rioni de Rome. Il est désigné dans la nomenclature administrative par le code R.III.

## Historique
Son nom provient de la Colonne de Marc-Aurèle qui se trouve sur le Piazza Colonna.
|  |  |

## Monuments
Églises
- Basilique Sant'Andrea delle Fratte
- Basilique San Silvestro in Capite
- Basilique San Lorenzo in Lucina
- Église Santa Maria in Aquiro
- Église Santa Maria Maddalena
- Église San Macuto
- Église Santi Bartolomeo e Alessandro dei Bergamaschi
- Église San Giuseppe a Capo le Case
- Église Santi Ildefonso e Tommaso da Villanova
- Église Santa Maria d'Itria
- Chapelle des Rois Mages
- Église della Santissima Trinità della Missione (déconsacrée)

Divers
- Collège des Bergamasques